# Notre Dame of Jerusalem Center
Notre Dame of Jerusalem Center (Centro Notre Dame de Jerusalén) es un instituto pontificio con fines de naturaleza religiosa, cultural y educativa.Es administrada desde 2004 por la Congregación de los Legionarios de Cristo. Sus principales actividades son: la acogida de peregrinos, el culto divino en la capilla del mismo centro, la promoción humana y formación de la población local, la promoción de diversas iniciativas de diálogo y encuentro entre religiones, culturas y pueblos.

## Historia

### El nacimiento de la idea
Con la bendición del papa León XIII, transmitida en una carta del 6 de marzo de 1882 al P. François Picard, A.A., los padres Asuncionistas de Francia inician una serie de peregrinaciones masivas de penitencia a la Tierra Santa. Uno de los principales problemas con los que se encontraron era la ausencia de un lugar suficientemente grande para albergar a los más de 500 peregrinos que llegaban a la vez en barco. Esto, además de la dificultad que entrañaba para los organizadores de buscar una multitud de pequeños alojamientos, impedía que el grupo permaneciera unido para convivir y rezar en los momentos en que no estaban visitando los lugares santos. Por eso, en 1884, en el curso de la tercera de estas grandes peregrinaciones, deciden construir un gran albergue para este fin

### Construcción del edificio

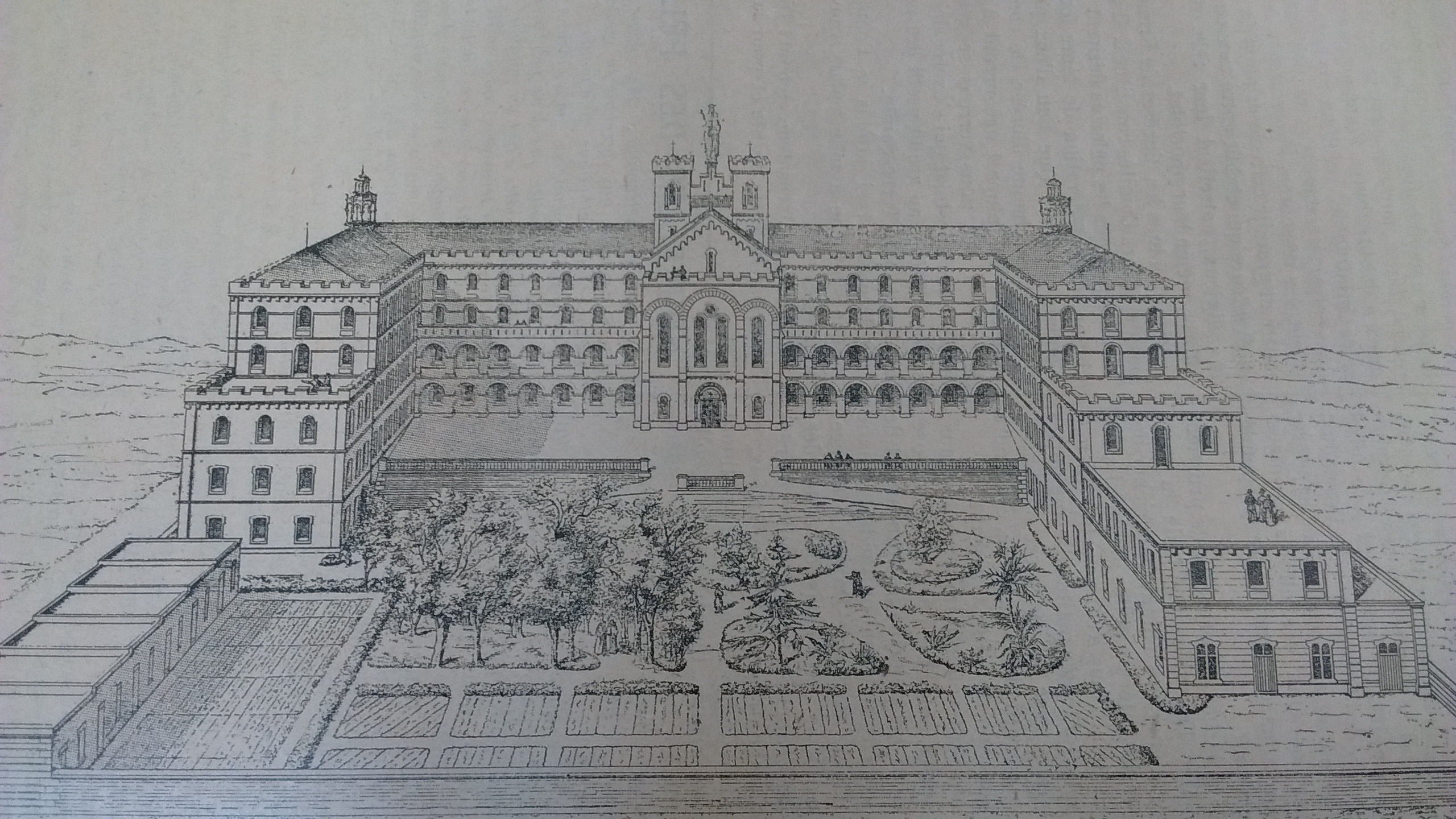
Proyecto publicado en la Revista Échos de Notre Dame de France n. 8 (enero de 1891), p. 8

El 10 de junio de 1885, poco después de comprar el terreno, se pone la primera piedra e inicia la construcción del ala norte del edificio. Los planos son trazados por el sacerdote Pierre Paul Brisacier, y el superior de los asuncionistas y encargado de supervisar las obras es el P. Joseph Germer-Durand, A.A. Mientras tanto, una gran tienda de campaña montada en el terreno ya comenzaba a recibir peregrinos. El 5 de junio de 1886, en una reunión de peregrinos tenida en esta tienda, el canónigo Poyet, de origen francés, propuso por primera vez el nombre de Notre Dame de France, seguramente teniendo en el pensamiento la estatua de Nuestra Señora de Francia erigida 25 años antes en Le Puy-en-Velay En 1888, con el ala norte concluida, el edificio de Notre Dame de Francia comienza a recibir peregrinos.
La creación de la Puerta Nueva en la muralla jerosolimitana en 1889 hizo que el proyecto de Notre Dame adquiera un valor muy superior, puesto que dicha puerta, abierta precisamente junto al edificio en construcción, otorgaba un acceso directo a la ciudad antigua y acercaba enormemente el Santo Sepulcro a los peregrinos que se hospedarían allí.
El 22 de mayo de 1893 Mons. Langéniuex, arzobispo de Reims, se encontraba en Jerusalén para como legado de la Santa Sede para presidir el Congreso Eucarístico Internacional. En este marco el arzobispo pondría la primera piedra de la Capilla de Nuestra Señora de Jerusalén, que se consagraría al año siguiente, el 21 de noviembre de 1894, en la fiesta de la Presentación de la Santísima Virgen.
Entre 1894 y 1896 se construye el ala sur. En esta ala hace una segunda capilla, dedicada al Sagrado Corazón de Jesús, y entrará en uso en 1899. No pertenecía al plano original, pero fue pedida y financiada por el Sr. Bontoux en memoria de su hijo fallecido. Aunque esta capilla desapareció tras la reconstrucción del ala sur en los años 70 del siglo XX, en buena parte del lugar que ocupaba se encuentra hoy un museo sobre la Sábana Santa.
Por detrás del ala sur se construye una nueva puerta para el complejo, sobre la cual se instala un mosaico de la asunción de la Virgen María (que actualmente se encuentra en la recepción de la casa)

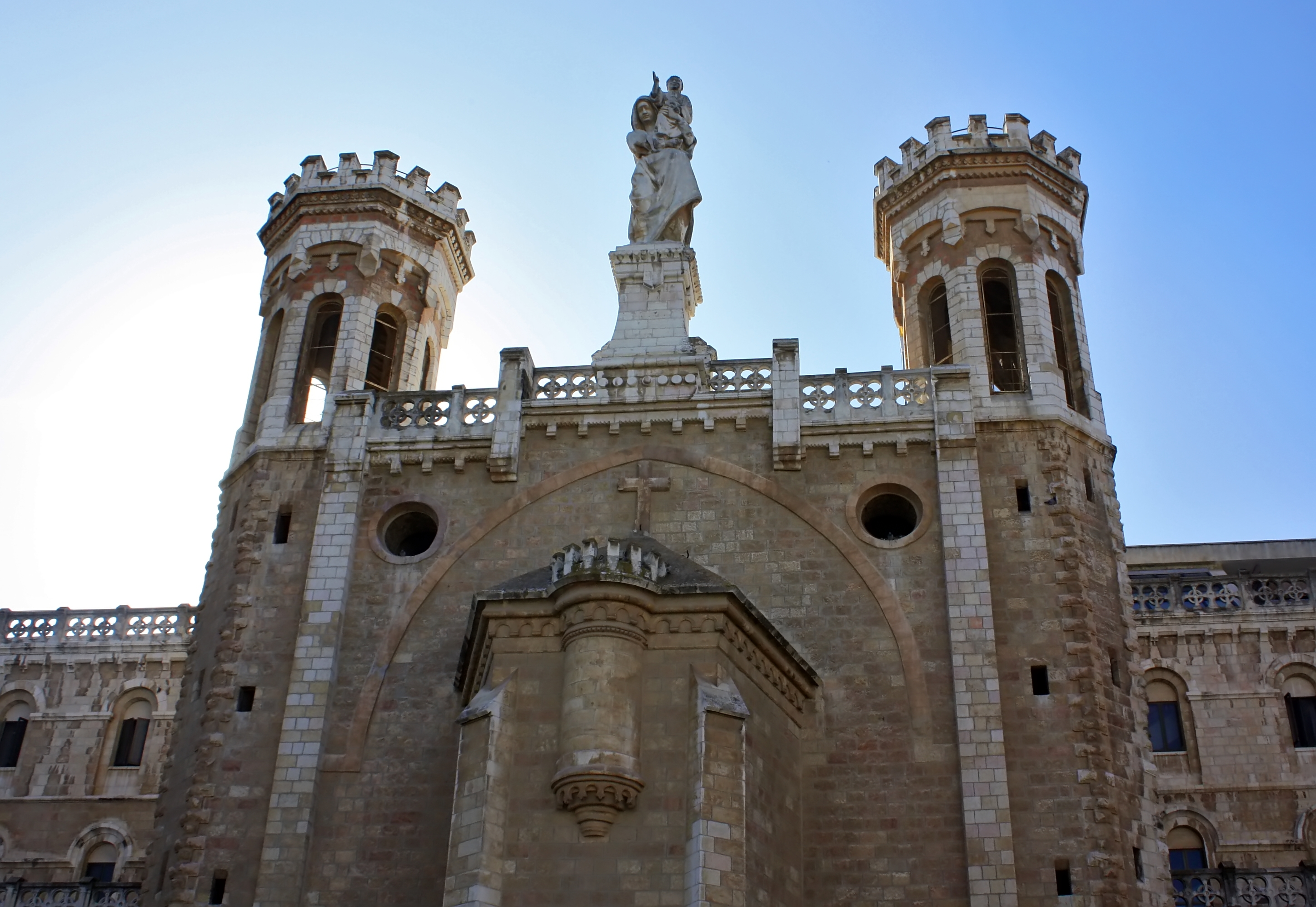
Estatua de Nuestra Señora de Francia

La estatua de la Virgen con el niño que preside la fachada del edificio, inspirada en la estatua de Nuestra Señora de Francia, fue colocada en 1904.

### Primeros años
El edificio completo tenía trescientas habitaciones, dos capillas, salas de lectura, terrazas, comedores, un museo, una fábrica de cemento, una huerta y un corral.
Como se ha dicho, en 1888 los primeros peregrinos empezaron a albergarse en el edificio, aunque todavía no estaba terminado. En julio del mismo año se comenzó a publicar la revista Échos de Notre-Dame de France (que desde 1900 pasará a llamarse Jérusalem), para mantener informados a los peregrinos y bienhechores de la casa. En dicha revista se publicarían documentos pontificios que tenían que ver con la casa, discursos y cartas de los distintos personajes que visitaban la casa, descripciones de las peregrinaciones e incluso los descubrimientos arqueológicos que tanto el P. Joseph Germer-Durand como otros miembros de la comunidad iban realizando.
El mismo edificio también albergaba, en una parte, la casa de formación de los futuros sacerdotes asuncionistas.
La casa funcionó con normalidad durante los siguientes años, con un notorio paréntesis: durante la Primera Guerra Mundial Notre Dame de Francia se convierte en el cuartel general de los turcos, y aunque las capillas se respetan, un testigo afirma que el albergue ha sido “devastado y entregado al pillaje por los turcos”. Pasados estos años difíciles, en 1922 regresaron las peregrinaciones de los franceses, en 1924 se retomaba la publicación la revista Jérusalem, y en 1925 ya se había restablecido el ritmo de visitas y actividades anterior a 1914.

### Guerra árabe-israelí de 1948

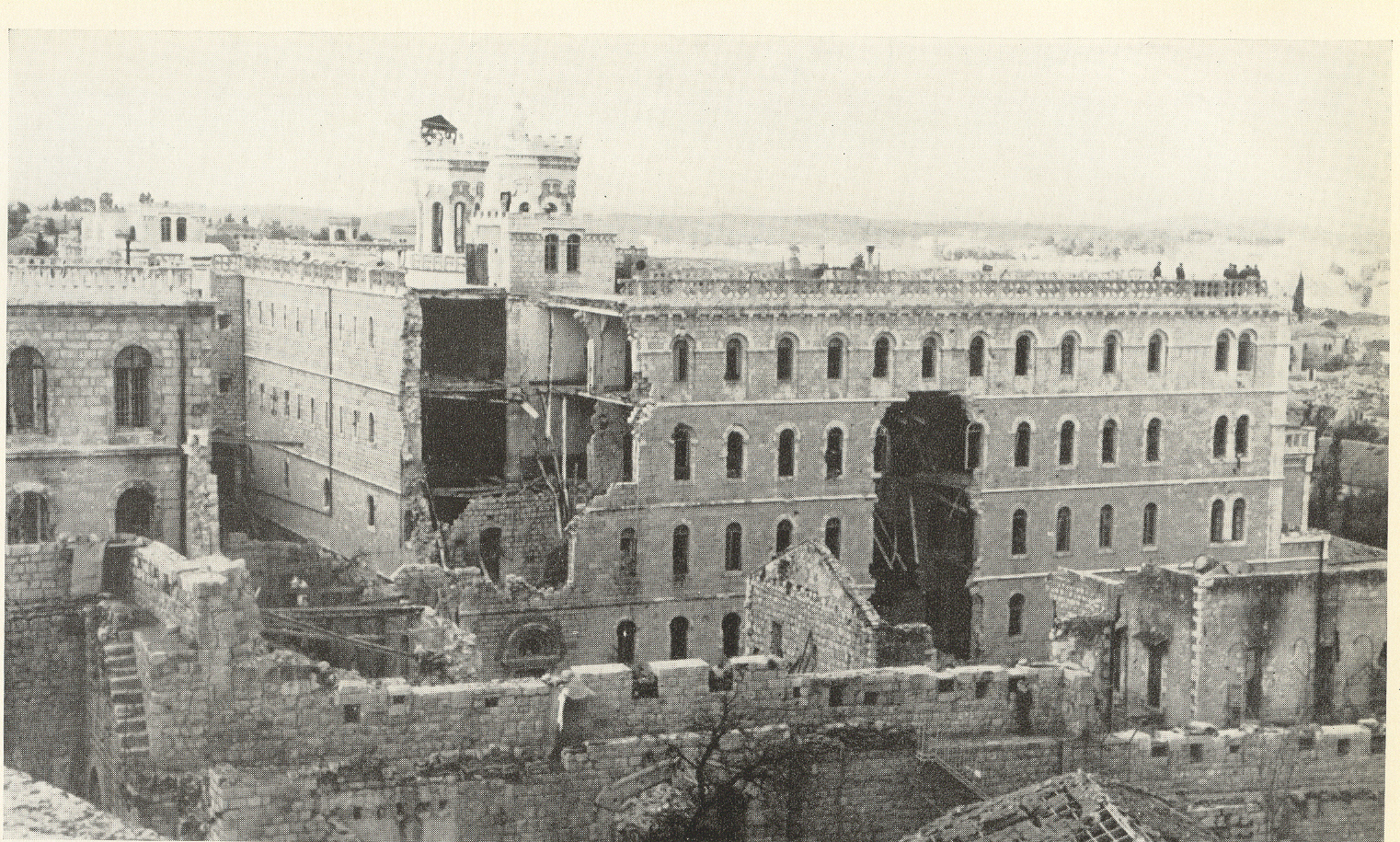
Estado del ala sur del edificio tras la guerra

El 19 de mayo de 1948 se celebró la última misa en la capilla de Notre Dame antes de que el albergue se convirtiera en campo de batalla en el marco de la guerra árabe-israelí. Su posición privilegiada, en el punto más de la ciudad antigua lo hizo objeto de las dos partes de la contienda.
Tras la retirada de los británicos el 14 de mayo de 1948 al término del mandato recibido sobre Palestina, las fuerzas árabes tomaron el control de edificio. El 18 de mayo una unidad del batallón Moria, en el marco de la Operación Kilshon, capturó Notre Dame de France. El 20 de mayo la Legión Árabe intentó sin éxito reconquistar el edificio, con lo cual su avance hacia el oeste de la ciudad se detuvo, aunque el edificio había quedado gravemente dañado.
Al término de la guerra, la situación del albergue era deplorable: el ala sur estaba en ruinas y completamente inutilizable, y las demás partes del edificio, sobre todo la capilla, estaban en muy mal estado. Junto a una reducida comunidad de asuncionistas, que vivían en torno de la capilla, había una presencia permanente del ejército israelí, que no podía perder tan estratégica posición; además, muchos refugiados judíos que huyeron de Jerusalén Este durante la guerra se instalaron sobre todo en el ala norte y en los edificios adyacentes.
Un periodista describiría dos años después la situación de la capilla principal: 
“Los obuses habían penetrado dejando largos huecos por los que, durante dos inviernos, la lluvia se había infiltrado: el retablo del altar principal, roto; el sagrario, forzado dos veces; el gran lienzo del ábside, colgando miserablemente; todos los crucifijos sometidos a tortura; las vidrieras ya no existían; la estatua de la virgen, sonriendo en su nicho, destripada”.
El P. Gervais Quénard, A.A., superior de la comunidad religiosa, buscó inmediatamente restaurar el albergue. El comisario israelí del distrito de Jerusalén concedió 5.000 libras para reparar la casa. Dos años después se pudo consagrar nuevamente la capilla y los peregrinos comenzaron a llegar. Sin embargo, Notre Dame había quedado del lado israelí de Jerusalén, y la calle que separaba Notre Dame de la Ciudad Antigua era la frontera con Jordania (la Puerta Nueva se bloqueó con un muro): el albergue había perdido de repente todo su interés, puesto que los peregrinos que se hospedaban en él no podían visitar los principales lugares santos de Jerusalén sin tener que cruzar la frontera. Por esto, la actividad más notable de Notre Dame, según las noticias de la época, se limita a algunas funciones religiosas a lo largo del año.

### Adquisición de la Santa Sede
Al término de la guerra de los Seis Días, en 1967, desaparece la frontera entre Jerusalén Este y la ciudad antigua. La Puerta Nueva vuelve a abrirse, y Notre Dame de Francia recupera también su posición deseable para los peregrinos. Entre los padres asuncionistas se respira también un espíritu optimista: 
“El movimiento de las peregrinaciones ha recomenzado, y las autoridades israelíes han expresado el deseo de ver desarrollarse los servicios que el albergue puede asegurar a los turistas menos afortunados”.
Sin embargo, las cosas no fueron como se esperaban. Por un lado, la congregación religiosa no encontraba los medios económicos para afrontar las reparaciones y reformas necesarias de un edificio en muy mal estado a causa de las guerras; por otro, no podían expulsar a los inquilinos israelíes que, desde la guerra árabe-israelí, ocupaban buena parte del inmueble y que hacían el edificio menos rentable; y, por último, no veían cómo en el futuro podrían sacar adelante una obra que, a causa de las transformaciones de la ciudad y la sociedad, parecía cada vez más inútil. Por eso, en septiembre de 1970 se anuncia que el edificio ha sido vendido por 600.000 dólares a la sociedad inmobiliaria israelí Hamenuta (filial del Jewish National Found) para convertirlo en habitaciones de estudiantes de la Universidad Hebrea de Jerusalén.
Al recibir la noticia la Delegación Apostólica para Jerusalén y Palestina solicitó ante los tribunales israelíes la anulación de la venta, puesto que, de acuerdo con el can. 534 del Código Derecho Canónico de 1917, las congregaciones religiosas no pueden vender inmuebles por valor superior a 50.000 dólares sin el consentimiento de la Santa Sede. En 1972 la situación se resolvió amistosamente entre la Santa Sede y la inmobiliaria: la venta se rescinde y la Santa Sede reembolsa a Hamenuta lo que había pagado por la compra.

### Notre Dame of Jerusalem Center
En múltiples ocasiones, especialmente tras su viaje a los lugares santos en 1964, Pablo VI había expresado su deseo de favorecer las peregrinaciones y de ayudar a la población local. Con la adquisición del edificio vio la posibilidad de materializar sus deseos y de convertirlo en un centro para favorecer las peregrinaciones (mediante un albergue y oficinas de agencias de viajes), la promoción social de la población local (mediante escuelas artesanales y de hostelería) y el ecumenismo. A partir de entonces la casa es conocida con el nombre inglés de Notre Dame of Jerusalem Center.
En 1973 la Santa Sede nombra a Mons. Wasner rector de la casa y le encomienda la reparación y la implementación de los proyectos mencionados. En 1977 llega el sacerdote alemán Richard Mathes para tomar la dirección y continuar las obras. Este proceso concluye con la inauguración del edificio y la creación de un instituto pontificio para el cumplimiento de las iniciativas propuestas 
“El 27 de diciembre de 1978, en presencia de los siete ritos católicos de Jerusalén, en presencia también del Delegado Apostólico y del Chargé de la Santa Sede para Notre Dame, el cardenal Terrence J. Cooke, arzobispo de Nueva York, promulgó oficialmente, en nombre del Papa Juan Pablo II, el decreto de erección del Instituto Pontificio Notre Dame of Jerusalem Center, y reabrió al culto la capilla restaurada”. 
Se refiere a la carta en forma motu proprio de Juan Pablo II, con la cual se creaba el instituto pontificio Notre Dame of Jerusalem Center. En este documento se establecía que dicho instituto, con fines de naturaleza religiosa, cultural y educativa, dependería directamente de la Santa Sede mediante un encargado (chargé d’affaires) que sería considerado, por lo mismo, adjunto cultural de la Delegación Apostólica. Además declaraba que Notre Dame of Jerusalem Center se consideraba un “lugar santo ecuménico”, por lo cual se habría de equiparar a una prelatura territorial cuya jurisdicción espiritual sería ejercida por el delegado apostólico como “prelatus”, siendo el chargé su vicario general.
Junto al edificio renovado se construyó un pequeño convento para que algunas religiosas colaborasen con el servicio religioso. Poco después, en 1979, llegarían las hermanas de Nuestra Señora de Sion para ejercer este trabajo: información religiosa de espíritu ecuménico sobre los cristianos, información sobre las otras religiones monoteístas en Jerusalén, informaciones sobre los eventos culturales de la ciudad, etc.

## Dirección
El director del Instituto Pontificio tiene el título de chargé (encargado) de la Santa Sede, y es, por su mismo puesto, el adjunto cultural de la Delegación Apostólica para Jerusalén y Palestina.
En 1978, con la creación del Instituto Pontificio, Mons. Richard Mathes fue nombrado primer chargé, y ejerció el cargo hasta 1998.
En 1999 fue nombrado chargé don Aldo Tolotto, un sacerdote italiano.
En 2004, mediante un motu proprio del 26 de noviembre, el papa Juan Pablo II encomendó el cuidado y gestión del Instituto a la congregación de los Legionarios de Cristo. En ese momento fue nombrado chargé el P. Juan María Solana Rivero, LC.

## Hallazgos arqueológicos
En las instalaciones se encuentran algunos de los hallazgos arqueológicos que el P. Germer-Durand, fundador y primer director de Notre Dame, había ubicado originalmente en un museo dentro del edificio. Cuando el edificio fue vendido y el museo fue desmantelado, los elementos más grandes de este fueron reubicados en diversas partes del edificio.
Tres de tuberías de piedra del llamado acueducto superior (que llevaba el agua desde Belén a Jerusalén entre los ss. I a. C. y I d. C.) se hallan en diferentes partes del edificio. Estas fueron encontradas en 1900 y 1901 por el P. Gérmer-Durand cerca de la tumba de Raquel. Fueron talladas en piedra caliza por legionarios romanos, y cada tubería contiene una inscripción que indica qué centuria la elaboró. Los nombres de los centuriones son latinos (Marco, Severo y Ticinio). Uno de los anillos se encuentra a la izquierda de la entrada del edificio, y lleva la inscripción “Ɔ SEVERI” (centuria de Severo). Otro anillo ha sido reutilizado como pila bautismal, y se encuentra a la entrada de la capilla; este trae la inscripción “Ɔ QVARTI” (centuria de Cuarto). El tercero se encuentra en la cafetería, junto a la puerta que da a la calle, y tiene la inscripción “Ɔ TITINII ” (centuria de Ticinio).

En la cafetería se conserva la quinta piedra miliar de la calzada de Jerusalén a Neápolis (Nablus) año 162 d. C. La inscripción, que puede fecharse en el año 162 d. C., atestigua que este miliario fue puesto en tiempos de los emperadores Marco Aurelio y Lucio Vero, e indica que desde Jerusalén (llamada entonces Colonia Aelia Capitolina) hasta ese punto hay cinco mil pasos (milia pasuum V). Fue encontrada por el P. Gérmer-Durand in situ, al norte de Al-Ram. Este es el texto de la inscripción:
Imp(erator) Caes(ar) M(arcus) Aurelius Antoninus Aug(ustus) pontif(ex) maximus trib(uniciae) potest(atis) XVI [co(n)s(ul) III] et Imp(erator) Caes(ar) L(ucius) Aurelius Uerus trib(uniciae) potest(atis) II co(n)s(ul) II diui Antonini fili diui Hadriani nepotes diui Traiani Parthici abnepotes Col(onia) Ael(ia) Capit(olina) m(ilia) p(assuum) V [απο] Κολ(ωνιας) Αιλιας Καπιτωλ(ινας) μιλ(ια) Ε.

## Actualidad

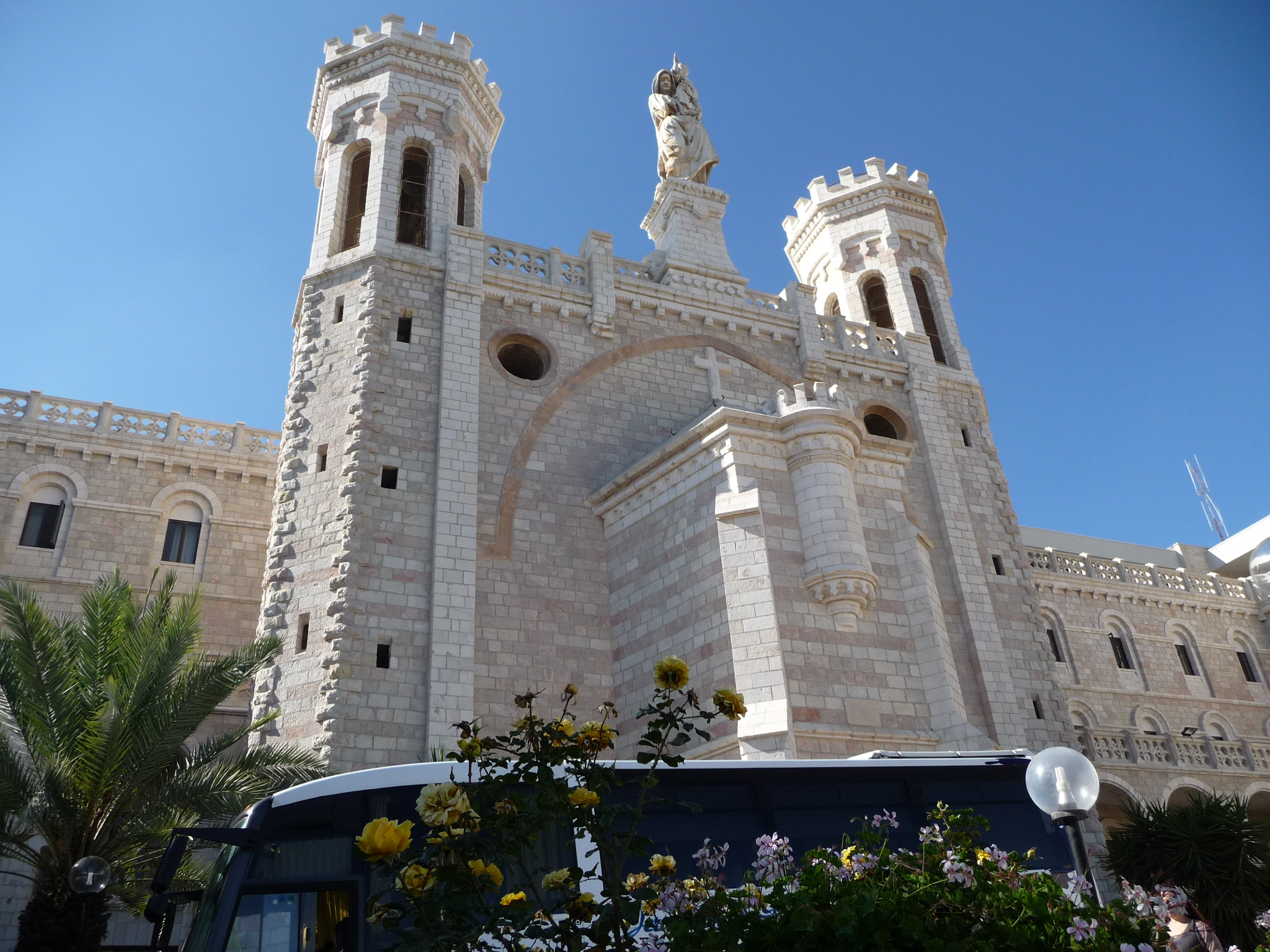
Notre Dame of Jerusalem Center

El Instituto Pontificio Notre Dame of Jerusalem Center está confiando a la Congregación de los Legionarios de Cristo. Una comunidad de sacerdotes de esta congregación se dedica a la atención del culto en la capilla. Además, junto con una comunidad de Consagradas del Regnum Christi, procura la atención espiritual de los peregrinos y personal del centro.
El centro cuenta actualmente con un albergue para unos 300 peregrinos (aproximadamente 150 habitaciones), una capilla donde diariamente se celebran los sacramentos, tres restaurantes, un auditorio, varias salas de conferencias, una escuela de hostelería y un museo sobre la Sábana Santa de Turín. Además, en el centro tienen sus oficinas diversas instituciones católicas.